# Lijst van nummer 1-hits in Denemarken in 2017
Deze hits stonden in 2017 op nummer 1 in de Tracklisten Top 40, de bekendste hitlijst in Denemarken.
| Datum        | Artiest                              | Titel        |
| ------------ | ------------------------------------ | ------------ |
| 6 januari    | Gulddreng                            | Guld jul     |
| 13 januari   | Clean Bandit, Sean Paul & Anne-Marie | Rockabye     |
| 20 januari   | Ed Sheeran                           | Shape of You |
| 27 januari   | Ed Sheeran                           | Shape of You |
| 3 februari   | Ed Sheeran                           | Shape of You |
| 10 februari  | Ed Sheeran                           | Shape of You |
| 17 februari  | Ed Sheeran                           | Shape of You |
| 24 februari  | Ed Sheeran                           | Shape of You |
| 3 maart      | Ed Sheeran                           | Shape of You |
| 10 maart     | Ed Sheeran                           | Shape of You |
| 17 maart     | Ed Sheeran                           | Shape of You |
| 24 maart     | Ed Sheeran                           | Shape of You |
| 31 maart     | Ed Sheeran                           | Shape of You |
| 7 april      | Ed Sheeran                           | Shape of You |
| 14 april     | Ed Sheeran                           | Shape of You |
| 21 april     | Ed Sheeran                           | Shape of You |
| 28 april     | Ed Sheeran                           | Shape of You |
| 5 mei        | Luis Fonsi & Daddy Yankee            | Despacito    |
| 12 mei       | Luis Fonsi & Daddy Yankee            | Despacito    |
| 19 mei       | Luis Fonsi & Daddy Yankee            | Despacito    |
| 26 mei       | Luis Fonsi & Daddy Yankee            | Despacito    |
| 2 juni       | Luis Fonsi & Daddy Yankee            | Despacito    |
| 9 juni       | Luis Fonsi & Daddy Yankee            | Despacito    |
| 16 juni      | Luis Fonsi & Daddy Yankee            | Despacito    |
| 23 juni      | Luis Fonsi & Daddy Yankee            | Despacito    |
| 30 juni      | Luis Fonsi & Daddy Yankee            | Despacito    |
| 7 juli       | Luis Fonsi & Daddy Yankee            | Despacito    |
| 14 juli      | Luis Fonsi & Daddy Yankee            | Despacito    |
| 21 juli      | Luis Fonsi & Daddy Yankee            | Despacito    |
| 28 juli      | Luis Fonsi & Daddy Yankee            | Despacito    |
| 4 augustus   | Luis Fonsi & Daddy Yankee            | Despacito    |
| 11 augustus  | Luis Fonsi & Daddy Yankee            | Despacito    |
| 18 augustus  | Luis Fonsi & Daddy Yankee            | Despacito    |
| 25 augustus  | Luis Fonsi & Daddy Yankee            | Despacito    |
| 1 september  | Justin Bieber & BloodPop             | Friends      |
| 8 september  | Justin Bieber & BloodPop             | Friends      |
| 15 september | Justin Bieber & BloodPop             | Friends      |
| 22 september | Justin Bieber & BloodPop             | Friends      |
| 29 september | Ramsus Seebach                       | 2017         |
| 6 oktober    | Post Malone & 21 Savage              | Rockstar     |
| 13 oktober   | Post Malone & 21 Savage              | Rockstar     |
| 20 oktober   | Post Malone & 21 Savage              | Rockstar     |
| 27 oktober   | Post Malone & 21 Savage              | Rockstar     |
| 3 november   | Post Malone & 21 Savage              | Rockstar     |
| 10 november  | Post Malone & 21 Savage              | Rockstar     |
| 17 november  | Post Malone & 21 Savage              | Rockstar     |
| 24 november  | Post Malone & 21 Savage              | Rockstar     |
| 1 december   | Post Malone & 21 Savage              | Rockstar     |
| 8 december   | Post Malone & 21 Savage              | Rockstar     |
| 15 december  | Ed Sheeran                           | Perfect      |
| 22 december  | Ed Sheeran                           | Perfect      |
| 29 december  | Ed Sheeran                           | Perfect      |